# Conte, Jura
Conte là một xã trong vùng hành chính Franche-Comté, thuộc tỉnh Jura, quận Lons-le-Saunier, tổng Nozeroy. Tọa độ địa lý của xã là 46° 44' vĩ độ bắc, 06° 00' kinh độ đông. Conte nằm trên độ cao trung bình là 695 mét trên mực nước biển, có điểm thấp nhất là 614 mét và điểm cao nhất là 801 mét. Xã có diện tích 3.32 km², dân số vào thời điểm 1999 là 56 người; mật độ dân số là 17 người/km².

## Thông tin nhân khẩu
| 1962 | 1968 | 1975 | 1982 | 1990 | 1999 |
| ---- | ---- | ---- | ---- | ---- | ---- |
| 38   | 39   | 44   | 51   | 48   | 56   |

## Địa điểm tham quan
- Nhà thờ của Conte được xây trong thế kỉ thứ 18.
- Thác nước Saut-des-Maillis.